# Сверхвысокочастотный разряд
Сверхвысокочастотный разряд (СВЧ разряд, микроволновый разряд) — электрический разряд в газах, создаваемый переменным электрическим полем с частотой 109 — 1011 Гц.
СВЧ разряды классифицируют по способу возбуждения:
- СВЧ разряд в волноводе
- СВЧ разряд в резонаторе. Благодаря резонансу, данный способ позволяет относительно легко получать в лабораторных условиях СВЧ разряды с напряжённостью поля вплоть до 106 В/см.
- СВЧ разряд в свободном пространстве.

## СВЧ разряд в технике
СВЧ разряд используется в плазмотронах, в плазмохимических реакторах.
Паразитный СВЧ разряд может возникать вокруг деталей мощных СВЧ приборов, в том числе в вакууме, развиваясь за счёт вторичной электронной эмиссии, и тем самым ограничивая мощность данных приборов.
СВЧ разряд используется для безэлектродного возбуждения атомов, например, в серных безртутных люминесцентных лампах, в которых СВЧ разряд используется для возбуждения атомов серы.
Существуют также проекты по очистке атмосферы Земли от фреонов с помощью высотных СВЧ разрядов.